# 藤木稟
藤木稟（日语：／，1961年5月22日—），日本女性推理小說作家，所知資料極少，只知道曾從事記者工作，1998年發表《陀吉尼的紡紗》出道。